# Wathlet-Roger

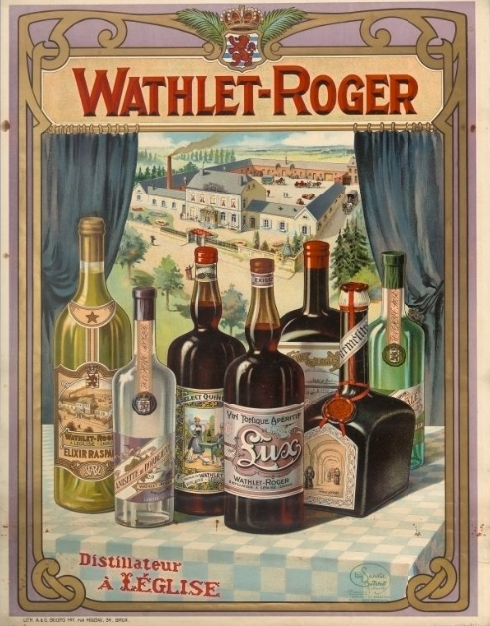
Interieuraffiche voor stokerij Wathlet-Roger in Léglise, ca. 1905

Wathlet-Roger was een distilleerderij in de Belgische gemeente Léglise, aan de Rue de la Distillerie 66. Het bedrijf was actief tussen 1869 en 1970. De distilleerderij werd opgericht door Henri Wathlet en Augustin Dehanne.

## Historiek
Toen Dehanne in 1883 overleed stapte Wathlets echtgenote, meisjejsnaam Roger, in het bedrijf. Hector en Paul Wathlet namen de activiteiten vanaf 1910 overen namen deel aan de Wereldtentoonstelling van 1913. Jacques en Paul Wathlet leidden het bedrijf vanaf 1947, Jacques alleen vanaf 1955.
Bij het begin van de Tweede Wereldoorlog leed Wathlet-Roger zware schade door plundering. Concurrentie van bedrijven die met etherische oliën werkten zetten het overleven van het bedrijf nog meer onder druk. Uiteindelijk leidde dit tot sluiting in 1970.
In 2006 kochten Michèle en Sean O'Driscoll de gebouwen en bijhorend terrein van de voormalige stokerij op. Ze restaureerden het pand en openden er in 2009 een bed and breakfast.